# Distrito electoral de Belleview (Illinois)
Belleview (en inglés: Belleview Precinct) es un distrito electoral ubicado en el condado de Calhoun en el estado estadounidense de Illinois. En el Censo de 2010 tenía una población de 283 habitantes y una densidad poblacional de 1,81 personas por km².

## Geografía
Belleview se encuentra ubicado en las coordenadas 39°21′58″N 90°45′56″O / 39.36611, -90.76556. Según la Oficina del Censo de los Estados Unidos, Belleview tiene una superficie total de 156.23 km², de la cual 143.52 km² corresponden a tierra firme y (8.14%) 12.71 km² es agua.

## Demografía
Según el censo de 2010, había 283 personas residiendo en Belleview. La densidad de población era de 1,81 hab./km². De los 283 habitantes, Belleview estaba compuesto por el 98.59% blancos, el 0% eran afroamericanos, el 0% eran amerindios, el 1.06% eran asiáticos, el 0% eran isleños del Pacífico, el 0% eran de otras razas y el 0.35% pertenecían a dos o más razas. Del total de la población el 2.12% eran hispanos o latinos de cualquier raza.